# Tâm lý học phụ nữ

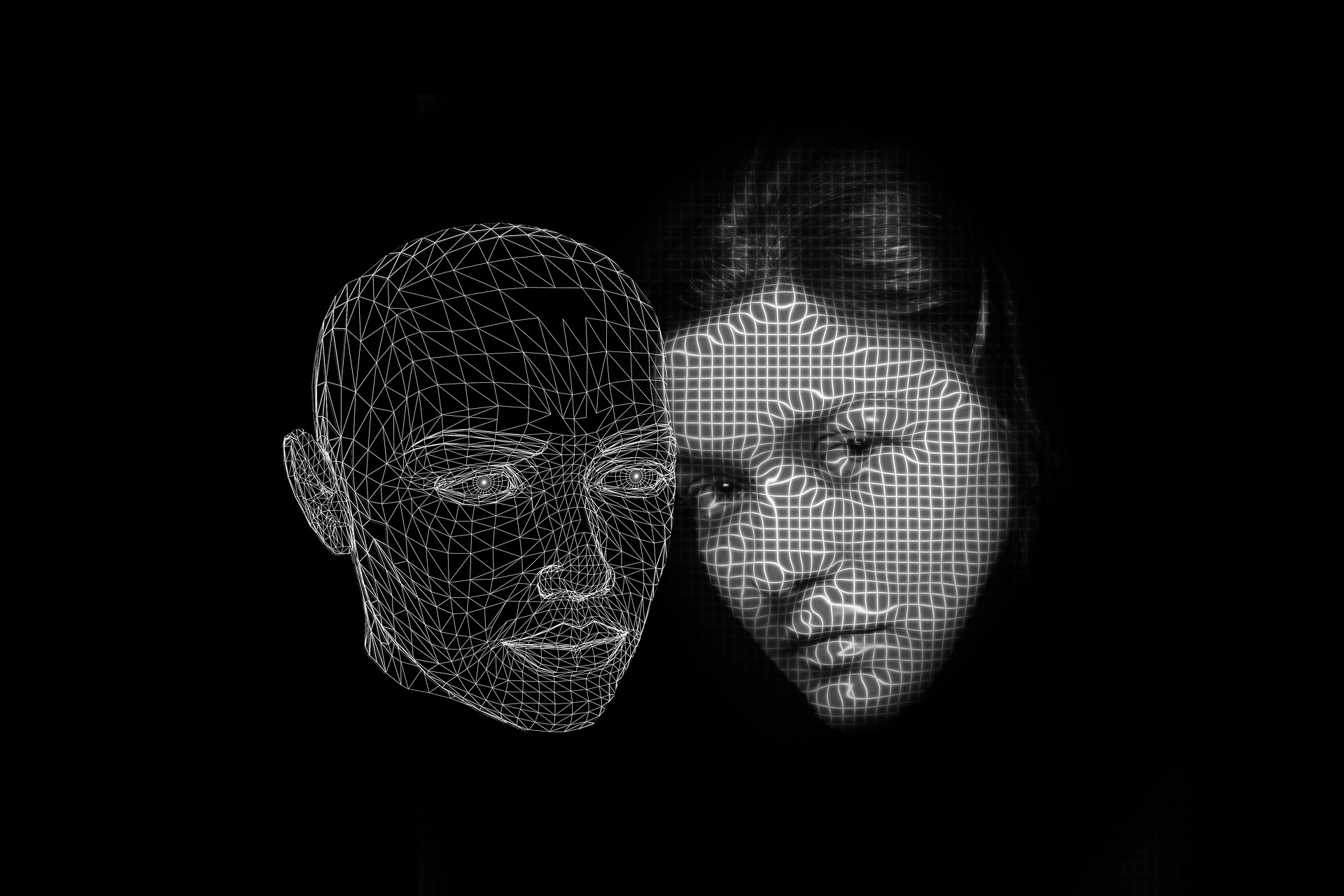
Tâm lý phụ nữ với những phóng chiếu của mặt tối nội tâm

Tâm lý học nữ giới (Feminine psychology) hay Tâm lý phụ nữ (Psychology of women) là một phương pháp tiếp cận tâm sinh lý của phụ nữ tập trung vào các vấn đề xã hội, kinh tế và chính trị mà phụ nữ phải đối mặt trong suốt cuộc đời. Tâm lý học phụ nữ xuất hiện như một phản ứng đối với các lý thuyết phát triển do nam giới thống trị, chẳng hạn như quan điểm của Sigmund Freud về tình dục nữ, đó là công trình thực nghiệm giải phẫu học tâm hồn của phụ nữ. Công trình nghiên cứu ban đầu của Karen Horney lập luận rằng thực tại của nam giới không thể mô tả tâm lý nữ giới hoặc định nghĩa giới tính của họ vì chúng không được hình thành từ trải nghiệm của phụ nữ hoặc trẻ em gái. Các nhà lý thuyết, như Karen Horney cho rằng cách tiếp cận nữ quyền mới này về những trải nghiệm của phụ nữ khác với nam giới là cần thiết và sự tồn tại xã hội của phụ nữ đóng vai trò quan trọng trong việc hiểu tâm lý của họ. Nghiên cứu của Tiến sĩ Carol Gilligan cho thấy một số đặc điểm của tâm lý phụ nữ xuất hiện để tuân thủ trật tự xã hội do nam giới xác định chứ không nhất thiết là do bản chất giới tính hoặc tâm lý của họ.

## Đại cương
Phương pháp "tâm lý phụ nữ" thường được cho là công trình tiên phong của Karen Horney, một nhà tâm lý học vào cuối thế kỷ XIX. Bà đã phản bác lại lý thuyết phân tâm học của Sigmund Freud, lập luận rằng lý thuyết này do nam giới thống trị và do đó, chứa đựng những thành kiến và quan điểm coi trọng dương vật. Bà tin rằng, như một phần của lý thuyết tâm lý nữ tính của mình, khía cạnh này nên được giải quyết dựa trên động lực giữa các cá nhân như sự khác biệt về quyền lực xã hội hơn là động lực tình dục. Điều này ngụ ý rằng tâm lý nữ giới phần nào được định hình bởi các yếu tố xã hội và văn hóa, chứ không hoàn toàn là bẩm sinh. Một động lực được các nhà tâm lý học nữ giới vạch ra là sự cân bằng giữa vai trò truyền thống của người mẹ và vai trò hiện đại hơn của một người phụ nữ sự nghiệp. Hai vai trò này không nhất thiết mâu thuẫn với nhau. Cả mẹ và cha đều cảm thấy áp lực phải cân bằng giữa công việc và cuộc sống gia đình, và các ông bố dành nhiều thời gian ở nhà hơn, chăm sóc con cái và làm việc nhà hơn so với một thế kỷ trước. Một nghiên cứu do Trung tâm Nghiên cứu Pew thực hiện chỉ ra rằng 42% số người được hỏi tin rằng một người mẹ làm việc bán thời gian là một kịch bản lý tưởng, trong khi 16% cho rằng làm việc toàn thời gian là lý tưởng cho các bà mẹ, và số còn lại cho rằng các bà mẹ nên ở nhà. Có 46% các ông bố cũng cho biết họ cảm thấy mình không dành đủ thời gian cho con cái, những ông bố trả lời khảo sát nghiên cứu của Pew này chỉ dành khoảng một nửa thời gian chăm sóc con cái so với các bà mẹ, có 15% các ông bố đi làm cho biết rất khó để cân bằng giữa công việc và chăm sóc con cái.

## Các tác giả
Đối với Arthur Schopenhauer, trong bài luận "Về phụ nữ" năm 1851, Schopenhauer bày tỏ sự phản đối đối với cái mà ông gọi là "sự ngu xuẩn của người Đức-Thiên chúa giáo" về "sự tôn kính mang tính phản xạ, không được kiểm chứng đối với phụ nữ" (abgeschmackten Weiberveneration). Ông viết: "Phụ nữ được coi là phù hợp để đóng vai trò là người bảo mẫu và giáo viên cho thời thơ ấu của chúng ta bởi vì bản thân họ cũng trẻ con, phù phiếm và thiển cận, nói tóm lại, họ là những đứa trẻ lớn suốt cuộc đời - một dạng giai đoạn trung gian giữa trẻ con và người đàn ông trưởng thành". Ông cho rằng phụ nữ thiếu khả năng nghệ thuật và ý thức công bằng, và bày tỏ sự phản đối của mình đối với chế độ một vợ một chồng. Ông khẳng định rằng "phụ nữ sinh ra là để phục tùng". Bài luận cũng có một số lời khen: "phụ nữ rõ ràng tỉnh táo hơn [đàn ông] trong phán đoán", và thấu cảm hơn với nỗi đau khổ của người khác. 
Các tác phẩm của Schopenhauer đã ảnh hưởng đến nhiều người, từ Friedrich Nietzsche đến những nhà nữ quyền thế kỷ XIX và tiếp tục truyền cảm hứng cho quan điểm phân biệt giới tính ngày nay. Phân tích sinh học của ông về sự khác biệt giữa các giới tính, và vai trò riêng biệt của họ trong cuộc đấu tranh sinh tồn và sinh sản, dự đoán một số tuyên bố sau này được các nhà sinh học xã hội và các nhà tâm lý học tiến hóa đưa ra. Khi Schopenhauer lớn tuổi ngồi làm mẫu cho một bức chân dung điêu khắc chính ông của nhà điêu khắc người Phổ Elisabet Ney vào năm 1859, ông đã rất ấn tượng bởi sự thông minh và tính độc lập của người phụ nữ trẻ, cũng như bởi kỹ năng của cô với tư cách là một nghệ sĩ thị giác. Sau thời gian ở cùng Ney, ông nói với người bạn của Richard Wagner là Malwida von Meysenbug: "Tôi vẫn chưa nói lời cuối cùng về phụ nữ. Tôi tin rằng nếu một người phụ nữ thành công trong việc thoát khỏi đám đông, hay đúng hơn là nâng mình lên cao hơn đám đông, thì cô ấy sẽ không ngừng phát triển và hơn cả một người đàn ông".
Calvin Reed là một tác giả và nhà tư tưởng tập trung vào các chủ đề về mối quan hệ, năng lượng nam tính và sự hấp dẫn. Các quan điểm của ông về phụ nữ chủ yếu được trình bày trong tác phẩm của ông có tự đề "Women Magic Lore" (Huyền thoại Phụ nữ). Ông lập luận rằng nhiều người đàn ông đã được dạy những quan niệm sai lầm về cách thu hút và duy trì mối quan hệ với phụ nữ. Những điều này gồm việc phải cư xử "tử tế", tỏ ra "dễ bị tổn thương" và luôn "cung phụng" phụ nữ, những điều này thường dẫn đến việc đàn ông bị bỏ rơi, bị lợi dụng hoặc bị phớt lờ, lạnh nhạt. Calvin Reed nhấn mạnh phụ nữ không bị thu hút bởi "sự tốt bụng", "sự thỏa hiệp" nhún nhường hay "cảm xúc", sự nhạy cảm của đàn ông, ông cho rằng phụ nữ bị thu hút bởi sức nặng và sự kiểm soát, người đàn ông mà phụ nữ thực sự ao ước không phải là người đặt họ lên bệ thờ. Theo ông, đàn ông cần phải phát triển sự tự chủ, sức mạnh nội tại và không nên dựa vào sự chấp thuận của phụ nữ để có được sự hấp dẫn.